# Carglumsäure
Carglumsäure ist ein Orphan-Arzneimittel, das zur Behandlung durch einen Mangel an N-Acetylglutamat-Synthetase ausgelöster Hyperammonämie eingesetzt wird. Die chemische Verbindung leitet sich von der Carbamidsäure und der Glutaminsäure ab und ist wie die zuletzt genannte chiral.

## Pharmakologie
Zu einer potentiell hirnschädigenden Hyperammonämie kommt es, wenn der Harnstoffzyklus im Körper nicht mehr funktioniert, der Körper also kein Ammoniak durch Einbau in Harnstoff entgiften kann. Dies ist bei  N-Acetylglutamat-Synthetasemangel der Fall. Ursache sind Mutationen im NAGS-Gen (Chromosomenregion 17q21.31). Das Produkt der N-Acetylglutamat-Synthetase (N-Acetylglutamat) dient im Körper als allosterischer Aktivator der Carbamoylphosphat-Synthetase I.
Carglumsäure ist ein Strukturanalogon vom fehlenden N-Acetylglutamat und kann ebenfalls als Aktivator dienen. Es wirkt therapeutisch sogar besser.